# Refúgio Robert Blanc
O refúgio Robert Blanc é um refúgio de montanha situado a 2 750 m no maciço do Monte Branco, departamento francês da Saboia, na região Ródano-Alpes.

## História
O nome do refúgio é uma homenagem ao alpinista Robert Blanc, guia de alta montanha nascido em Bourg-Saint-Maurice e que também está na origem da criação da estação Les Arcs

## Características
Este refúgio é um dos pontos de passagem do percurso do Tour du Mont Blanc.
Acesso a partir de Notre-Dame de la Gorge e prever uma longa primeira jornada de "approche".
- Altitude; 2 750 m
- Capacidade; 137 pessoas
- Tempo; uma jornada

## Ascensões
Possível subir ao monte Tondu (3 192 m) pelo colo do Tondu, a cúpula dos Glaciers (3 592 m) e a Agulha dos Glaciares (3 817 m), e também atravessando a Agulha de Tré la Tête.
Também foram abertos percursos de escalada na face este do colo do Tondu, assim como de pedestrianismo glaciar a partir do refúgio dos Conscritos, o refúgio de Tré la Tête, e a partir de Les Contamines via o colo do Tondu ou o colo dos Glaciares.